# 継続的一妻多夫制
継続的一妻多夫制（けいぞくてきいっさいたふせい）とは、通常一妻多夫制と呼ばれる同時的一妻多夫制に対し、同時ではなく複数の異性とパートナー関係になることを指す語である。

## キリスト教
キリスト教では、一夫一婦制のみが正しいとされている。
継続的一妻多夫制の例としてあげられるのは、ヨハネによる福音書4:17のサマリヤの女の記事である。
無教会主義の藤井武は、死別による再婚も認められないとしたが、死別の場合の再婚については認める教派が多い。